# Embryo (película)
Embryo (en Hispanoamérica, El embrión mortífero; en España, El embrión) es una película estadounidense de 1976 de los géneros de ciencia ficción y terror dirigida por Ralph Nelson, con Rock Hudson y Barbara Carrera como actores principales 
Está en dominio público por no haber señalado sus derechos de autor.

## Trama
Un científico, el Dr. Paul Holliston (Rock Hudson), experimenta con embriones de perros para que se desarrollen fuera de la matriz mediante técnicas de terapia hormonal. Ante el aparente éxito, prueba con un embrión humano, y éste se transforma en una hermosa mujer (Barbara Carrera) a la que el médico da el nombre de Victoria y convierte en su protegida. 
El médico le enseña las lecciones de la vida que tendría que haber aprendido durante el paso de niña a mujer, y esas lecciones se completan por la noche. 
Victoria se queda encinta, lo que hace que empiece a envejecer prematuramente, por lo que necesita otro embrión humano para detener el envejecimiento de sus células y así rejuvenecer, de manera que decide matar a otra embarazada para cumplir su propósito. Es descubierta por el científico, lo que conduce a un fatal desenlace.

## Reparto
- Rock Hudson: Dr. Paul Holliston.
- Barbara Carrera: Victoria Spencer.
- Diane Ladd: Martha Douglas.
- Roddy McDowall: Frank Riley.
- Anne Schedeen: Helen Holliston.
- John Elerick: Gordon Holliston.
- Vincent Baggetta: Collier.
- Jack Colvin: Dr. Jim Winston.
- Joyce Brothers: Dra. Joyce Brothers.
- Dick Winslow: John Forbes.
- Ken Washington: Dr. Brink.
- Lina Raymond: Janet Novak.
- Sherri Zak: una enfermera.
- Joyce Spitz: una entrenadora.
- George Sawaya: un policía.
- Hank Robinson: un enfermero de ambulancia.
- Chuck Comisky: un bombero.
- Bob Reynolds: un médico.